# Konstadinos Gatsioudis
Konstadinos Gatsioudis (Κωνσταντίνος Γκατσιούδης; Didymoteicho, 17 dicembre 1973) è un ex giavellottista greco.

## Palmarès

### Mondiali
- 3 medaglie:
  - 1 argento (Siviglia 1999)
  - 2 bronzi (Atene 1997; Edmonton 2001)

### Giochi del Mediterraneo
- 2 medaglie:
  - 1 oro (Bari 1997)
  - 1 bronzo (Narbonne 1993)

### Mondiali Under 20
- 1 medaglia:
  - 1 bronzo (Seul 1992)

### Giochi mondiali militari
- 1 medaglia:
  - 1 bronzo (Roma 1995)